# Ганушовце-над-Топлёу
Га́нушовце-над-То́плёу (словац. Hanušovce nad Topľou, венг. Tapolyhanusfalva) — город в восточной Словакии на реке Топля. Население — около 3,8 тыс. человек.

## История
Ганушовце впервые упоминаются в 1317 году. В 1322 году король даровал Ганушовцам городские права. В 1970-х в Ганушовцах построили первые заводы, до этого жители Ганушовец занимались, в основном, земледелием.

## Население
| Год:                | 1994 | 2004    | 2014    | 2024    |
| ------------------- | ---- | ------- | ------- | ------- |
| Количество человек: | 3456 | 3668    | 3752    | 3728    |
| Разница:            |      | +6,13 % | +2,29 % | −0,63 % |

## Достопримечательности
- Приходский костёл
- Замок